# Arbeitsarmee
Die Arbeitsarmee (russ.: Трудовая армия Trudowaja armija, kurz Трудармия Trudarmija) war eine militarisierte Form der Zwangsarbeit in Sowjetrussland Anfang der 1920er Jahre (1. Periode) sowie von 1942 bis 1946 (2. Periode) in der Sowjetunion. Betroffen waren in der 2. Periode vor allem Russlanddeutsche, aber auch die finno-ugrischen Komi und andere nationale Minderheiten in der Sowjetunion wie Rumänen, Ungarn, Italiener, Krimtataren, Kalmücken, Karatschaier, Balkaren, Tschetschenen und Inguschen.

## Ursprung und Verwendung des Begriffs

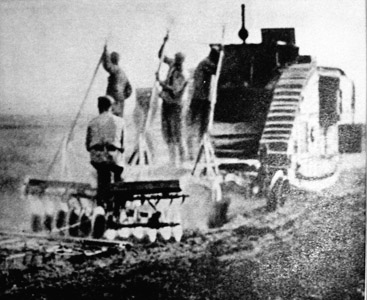
Einsatz von „Arbeitsarmisten“ bei Feldarbeiten 1920, als Zugmaschine der britische Tank Mark V

Als „Erfinder“ der Arbeitsarmeen der 1. Periode gilt der Volkskommissar für Kriegswesen Leo Trotzki (1879–1940). Josef Stalin (1878–1953) war zu dieser Zeit für die ukrainische Arbeitsarmee verantwortlich. Mit dem Einsatz von „Arbeitsarmisten“ sollten die negativen wirtschaftlichen Auswirkungen des Kriegskommunismus behoben werden, indem eine große Masse von mobilisierten Soldaten unter militärischem Kommando der Wirtschaft als unbezahlte Arbeitskräfte zugeführt wurden. Abteilungen mit dem Namen Arbeitsarmee entstanden schon während des Russischen Bürgerkrieges. Die 1. Revolutionäre Arbeitsarmee ist für Anfang 1920 dokumentarisch belegt. Nach offizieller sowjetischer Geschichtsschreibung diente sie zur Wiedereingliederung der Soldaten des Bürgerkrieges ins zivile Arbeitsleben und war als Maßnahme zum schnelleren Aufbau der durch den Bürgerkrieg zerstörten Wirtschaftszweige gedacht. Es handelte sich um Abteilungen der Roten Armee, die zum Arbeitseinsatz abkommandiert wurden. In dieser Arbeitsarmee dienten Rotarmisten aller Nationalitäten, sie wurde 1922 aufgelöst.
Den noch aus der Zeit vor Gründung der Sowjetunion Ende 1922 herrührenden Begriff übernahmen in der 2. Periode diejenigen Angehörigen der nationalen Minderheiten, die während und nach dem Deutsch-Sowjetischen Krieg, von 1942 bis 1946, einer militarisierten Form der Zwangsarbeit unterworfen wurden: Sie bezeichneten sich als Angehörige der Arbeitsarmee  – russisch „Трудармейцы“, deutsch „Arbeitsarmisten“. In offiziellen Dokumenten dieser Zeit taucht der Begriff Arbeitsarmee nach Ansicht russischer Historiker nicht auf. In der Umgangssprache war er dennoch geläufig, doch die sowjetische Geschichtsforschung hat sich erst seit Ende der 1980er Jahre mit der Arbeitsarmee des Zweiten Weltkrieges auseinandergesetzt.

## Im Deutsch-Sowjetischen Krieg
Nach dem deutschen Überfall auf die Sowjetunion im Juni 1941 wurden zunächst die russlanddeutschen Angehörigen der Roten Armee aus den regulären Einheiten in Bautrupps versetzt, gemäß einer von Stalin am 8. September 1941 erlassenen Direktive. Für die Deutschen im Gulag wurde – auf Anraten des NKWD – Anfang des Jahres 1942 eine eigene Kategorie gefunden: trudmobilisowanny nemez (deutsch:  arbeitsmobilisierter Deutscher); dies wurde zur offiziellen Bezeichnung für die Deutschen in der Arbeitsarmee. Im Oktober 1942 übertrug man die für die Deutschen geltenden Bestimmungen auf andere Minderheiten: Wehrpflichtige Männer aus den Ethnien der Finno-Ugrier, Ungarn, Rumänen und Italiener wurden ebenfalls zur Arbeitsarmee eingezogen. 
Der russische Historiker Kurotschkin hat für die Formierung „Arbeitsarmee“ aus den Reihen der Russlanddeutschen folgenden zeitlichen Ablauf rekonstruiert: In der ersten Periode von September 1941 bis Januar 1942 wurden die russlanddeutschen Männer im wehrfähigen Alter einberufen. Grundlage war ein Beschluss des Politbüros des ZK der Kommunistischen Partei vom 31. August 1941 Über Deutsche, die auf dem Territorium der Ukrainischen SSR wohnen. In der zweiten Periode wurden russlanddeutsche Männer im Alter von siebzehn bis 50 Jahren einberufen – zunächst diejenigen, die in den asiatischen Teil der Sowjetunion zwangsumgesiedelt wurden, dann auch diejenigen, die schon im asiatischen Teil der Sowjetunion lebten. Von Oktober 1942 bis Dezember 1943 folgte eine massenhafte Einberufung der Russlanddeutschen, auch der Frauen. In der letzten Periode von Januar 1944 bis zur Auflösung der Arbeitsarmee im Jahr 1946 erfolgten nur noch sporadische Einberufungen, es wurden im Wesentlichen Russlanddeutsche aus den von der Roten Armee eroberten Gebieten in die Arbeitsarmee geschickt.

## Das Leben in der Arbeitsarmee
In die Arbeitsarmee zwangsrekrutiert wurden vor allem die Wolgadeutschen in der Sowjetunion. Das ging mit der Deportation ganzer Völkerschaften einher, da diese nationalen Minderheiten als „Fünfte Kolonne“ des Feindes betrachtet wurden. Deren Einsatz als „Arbeitsarmisten“ erfolgte demzufolge nicht in Frontnähe, sondern weitab davon in Lagern im Uralgebiet, in Kasachstan oder Sibirien. Anders als in der 1. Periode wurden in der 2. Periode der Arbeitsarmee nicht nur wehrpflichtige Männer herangezogen, sondern auch Frauen und sogar männliche ab 15 und weibliche Minderjährige ab 16 Jahren.
Der rechtliche Status von „Arbeitsarmisten“ war eine Mischung aus Lagerhäftling, Bauarbeiter und Militärangehöriger, bei Dominanz der Lagermerkmale. So wurden Lebensmittel und Industriewaren nach den Richtlinien für Sträflinge des Gulag zugeteilt, die Arbeitstrupps standen unter NKWD-Aufsicht. Ähnlich wie Gulag-Häftlinge wurden die Deutschen der Arbeitsarmee für Schwerstarbeit beispielsweise beim Bau von Eisenbahnlinien und Industrieanlagen, im Bergbau oder beim Holzfällen eingesetzt. In den Lagern war Angehörigen anderer Nationalitäten der Umgang mit Deutschstämmigen außerhalb der für die Arbeit notwendigen Kontakte streng verboten. 
Von Oktober 1942 an wurden russlanddeutsche Frauen zwischen 16 und 45 Jahren in die Arbeitsarmee einberufen. Von der Einberufung freigestellt waren nur schwangere Frauen und Mütter von Kindern unter drei Jahren. Dies führte zur Verwahrlosung oder zum Tod eines Teils der zurückgebliebenen älteren Kinder.

## Auflösung der Arbeitsarmee
Nach dem Ende des Zweiten Weltkrieges wurden die Einheiten der Arbeitsarmee aufgelöst, ihre Angehörigen wurden in die reguläre Belegschaft der Betriebe oder Organisationen eingegliedert, in denen sie gearbeitet hatten. Die Russlanddeutschen durften nun, wenn genügend Wohnraum vorhanden war, ihre Familien an den Arbeitsort nachkommen lassen. Die Zusammenführung der Familien war erst in der zweiten Hälfte der 1950er Jahre abgeschlossen. 
Die Russlanddeutschen durften nach der Auflösung der Arbeitsarmee – allerdings nur mit Genehmigung durch Betriebe und Behörden – an die Orte (im Wesentlichen im asiatischen Teil der Sowjetunion) zurückkehren, in denen sie vorher zwangsweise nach der Vertreibung aus dem ursprünglichen Siedlungsgebieten (im europäischen Teil der Sowjetunion) angesiedelt worden waren. Sie erhielten allerdings den Status von Sondersiedlern und waren bis 1955 der örtlichen Kommandantur des Innenministeriums (MWD) unterstellt. Eine Rückkehr in die ursprünglichen Siedlungsgebiete blieb verboten, sie mussten schriftlich auf Entschädigung für das enteignete Vermögen verzichten.

### Dokumente
Folgende Erlasse des Staatlichen Verteidigungskomitee der UdSSR beziehen sich auf die Einberufung in die und Einsatz der Deutschen in der Arbeitsarmee:
- Erlass №  1123сс Über den Einsatz deutscher Umsiedler im wehrfähigen Alter von 17 bis 50 Jahren 10. Januar 1942 (russisch: “О порядке использования немцев-переселенцев призывного возраста от 17 до 50 лет” от 10 января 1942 г.)
- Erlass № 1281сс: Über die Mobilisierung der deutschen Männer im wehrfähigen Alter von 17 bis 50, die einen ständigen Aufenthaltsort in den Bezirken, Kreisen, Autonomen Republiken und Unionsrepubliken haben 14. Februar 1942 (russisch: “О мобилизации немцев-мужчин призывного возраста от 17 до 50 лет, постоянно проживающих в областях, краях, автономных и союзных республиках” от 14 февраля 1942 г)
- Erlass № 2383 Über die zusätzliche Mobilisierung der Deutschen für die Volkswirtschaft der UdSSR 7. Oktober 1942 (russisch: “О дополнительной мобилизации немцев для народного хозяйства СССР” от  7 октября 1942).
- Dazu kommt noch die NKW-Direktive №  0083 vom 12. Januar 1942: Über die Organisation der Einheiten der mobilisierten Deutschen in den Lagern des NKWD der UdSSR (russisch: “Об организации отрядов из мобилизованных немцев при лагерях НКВД СССР”)

### Forschung
- Alfred Eisfeld, Victor Herdt (Hrsg.): Deportation, Sondersiedlung, Arbeitsarmee: Deutsche in der Sowjetunion 1941 bis 1956. Köln Verlag Wissenschaft und Politik 1996; ISBN 3-8046-8831-4
- Viktor Krieger: Personen minderen Rechts: Rußlanddeutsche in den Jahren 1941-46; Sonderdruck aus: Heimatbuch der Deutschen aus Rußland 2004; Stuttgart 2004 (pdf)
- Arkadij A. German 1948, Aleksandr N. Kurockin: Nemcy SSSR v “Trudovoj armii”: (1941–1945); Moskau Gotika 1998; ISBN 5-7834-0029-7
- Wolfgang Ruge: Gelobtes Land: Meine Jahre in Stalins Sowjetunion. Herausgegeben von Eugen Ruge. Reinbek Rowohlt-Verlag 2012; ISBN 978-3-498-05791-6.